# Johann Georg Walch
Johann Georg Walch (Meiningen, 17 giugno 1693 – Jena, 13 gennaio 1775) è stato un teologo evangelico-luterano tedesco.

## Vita e opere
Johann Georg era figlio di Georg Walch (1656-1722), sovrintendente generale della Chiesa Evangelico-Luterana di Sassonia-Meiningen, e della sua seconda moglie Erdmuthe Margarethe Schmidt (1668-1744). Dopo aver frequentato le scuole e il liceo a Meiningen, l'11 febbraio 1710 iniziò gli studi presso l'Università di Lipsia. Qui ebbe tra i suoi insegnanti, tra gli altri, Ludwig Christian Crell, Christian Friedrich Börner, Johann Burckhardt Mencke, Gottfried Olearius, Karl Otto Rechenberg, Urban Gottfried Siber e Johann Friedrich Olearius. Nel 1713 ottenne il titolo accademico di magister in filosofia, iniziò a insegnare in università e a scrivere articoli per l'Acta Eruditorum e per la Deutsche Acta Eruditorum, riviste scientifiche che pubblicavano principalmente recensioni di libri. Attratto dalle lingue antiche, dalla filosofia e dalla storia, nel 1716 pubblicò un’Historia critica latinae linguae, che ebbe grande diffusione.
Nel 1717 fu chiamato a Jena, dove divenne professore associato di filosofia e antichità nel 1718. Nel 1719 divenne professore ordinario di retorica e nel 1722 assunse la cattedra di poesia. Su impulso di Johann Franz Budde, si dedicò allo studio della teologia. Nel 1722 ricevette una cattedra straordinaria in teologia, nel 1726 conseguì il dottorato in teologia e nel 1728 divenne professore ordinario in teologia; nel 1730 divenne Secundarius, nel 1750 Primarius della Facoltà teologica di Jena. Nel 1731 divenne membro del concistoro ecclesiastico, ispettore degli studenti di Eisenach e consigliere ecclesiastico di Sassonia-Eisenach. Nel 1737 divenne ispettore degli studenti e del concistoro di Ansbach, e nel 1741 ricevette anche l'ispettorato degli studenti Meinigen, ricevendo così il titolo di consigliere ecclesiastico di Meininger-Gotha, e nel 1742 di consigliere ecclesiastico di Coburg-Saalfeld.
Secondo lo storico della chiesa protestante Paul Tschackert,
(Tschackert 1896)
Pubblicò vaste raccolte di storia ecclesiastica e di storia dogmica, in particolare la Historische und theologische Einleitung in die Religionsstreitigkeiten außerhalb der evangelisch-lutherischen Kirche (Introduzione storica e teologica alle controversie religiose al di fuori della Chiesa evangelica luterana) in cinque volumi (1724–1736), l'Historische und theologische Einleitung in die Religionsstreitigkeiten der evangelisch-lutherischen Kirche, von der Reformation an bis auf jetzige Zeiten ausgeführt“ (Introduzione storica e teologica alle controversie religiose della Chiesa evangelica luterana dalla Riforma ai giorni nostri) in cinque parti (1730–1739) e la Bibliotheca theologica selecta (1757-1765). Di interesse per la storia della filosofia anche il Philosophisches Lexicon (1726) e le Kontroversstücke gegen die Wolffsche Metaphysik (1724-1725)
Dal 1740 al 1753 pubblicò le opere di Lutero in tedesco in 24 volumi.
In un rapporto scritto su richiesta del suo sovrano nel 1747, Walch si occupò del pietismo del suo tempo e prese posizione contro i Fratelli Moravi.
Walch apparteneva all'amministrazione accademica autonoma di Jena e fu rettore dell'università nei semestri invernali 1728, 1732, 1736, 1740, 1744, 1748, 1750, 1754, 1758, 1762.

## Famiglia
Walch si sposò il 27 dicembre 1718 con Charlotte Katharina Budde (26 ottobre 1700, Jena - 4 giugno 1766), unica figlia del teologo Johann Franz Budde. Dal matrimonio nacquero nove figli, tra cui Johann Ernst Immanuel (1725-1778), Christian Wilhelm Franz (1726-1784) e Karl Friedrich (1734-1799).

## Opere
- Gedancken vom philosophischen Naturell, 1723
- Kontroversstücke gegen die Wolffsche Metaphysik, 1724
- Philosophisches Lexicon [1726] 1733
- Historische und theologische Einleitung in die Religions-Streitigkeiten außer der Evangelisch-Lutherischen Kirche, Jena, 1733–1736 (facsmile in 8 volumi con una postfazione di Dietrich Blaufuss: Frommann-Holzboog, Stuttgart-Bad Cannstatt 1972-1985, ISBN 978-3-7728-0288-1)
- Historische und Theologische Einleitung in die Religions-Streitigkeiten der Evangelisch-Lutherischen Kirche, Jena, 1733–1739 (facsimile in 8 volumi con una postfazione di Dietrich Blaufuss: Frommann-Holzboog, Stuttgart-Bad Cannstatt 1972–1985, ISBN 978-3-7728-0287-4)
- Dr. Martin Luthers sämtliche Schriften, in 25 voll., a cura del Dr. Joh. Georg Walch, Jena, 1740–1753 (seconda edizione rivista e corretta, St. Louis, Missouri, USA, Concordia Publishing House 1880–1910;  Gross-Oesingen: Verlag der Lutherischen Buchhandlung Heinrich Harms, 1986)
- Einleitung in die theologischen Wissenschaften, Jena, 1747
- Theologia patristica, Jena, 1770